# Собственное свечение атмосферы

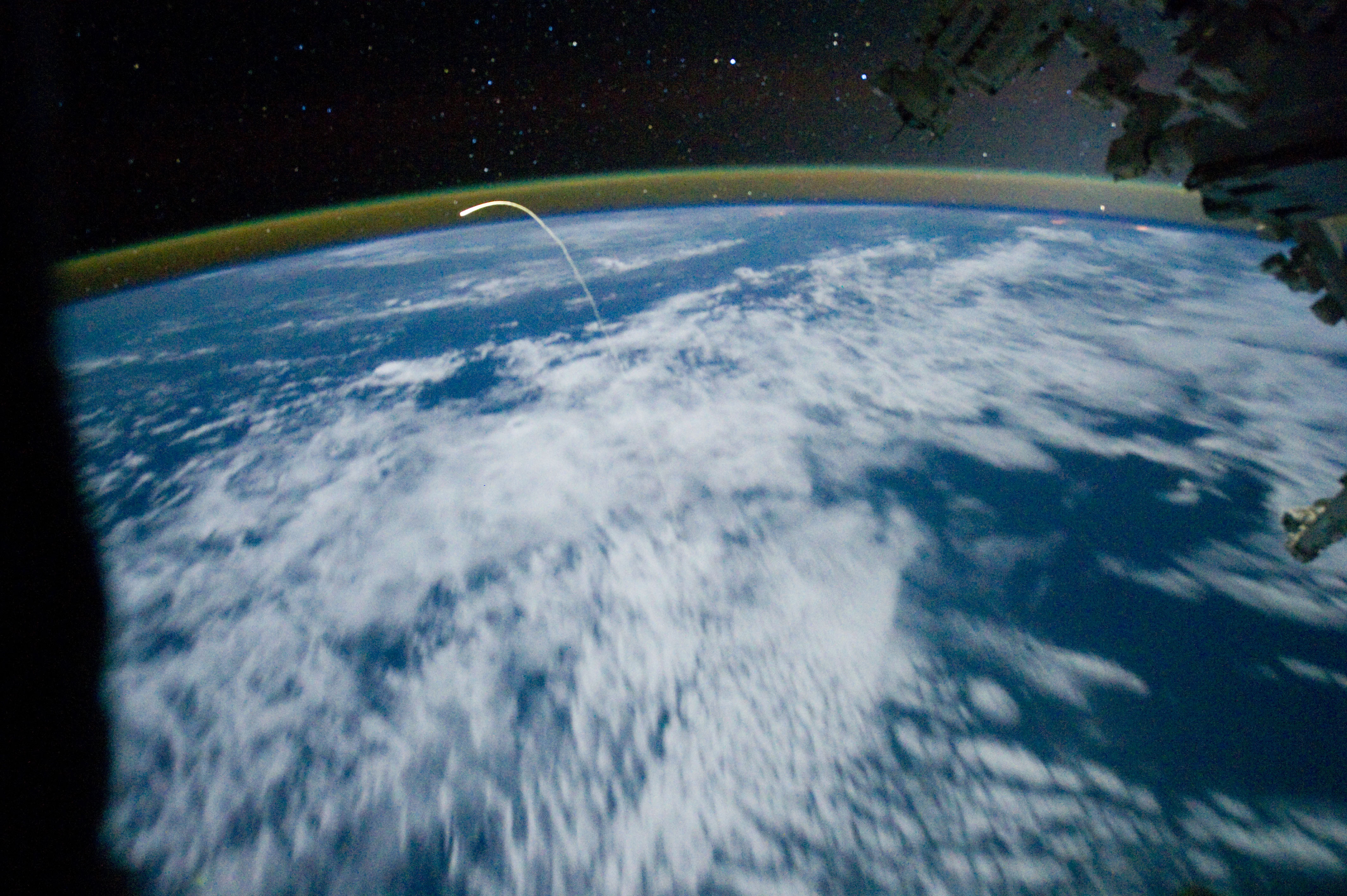
Свечение неба над горизонтом, снятое с борта МКС.

Собственное свече́ние атмосфе́ры — очень слабое излучение света атмосферой планеты. В случае с атмосферой Земли этот оптический феномен приводит к тому, что ночное небо никогда не является полностью тёмным, даже если исключить свет звёзд и рассеянный свет Солнца с дневной стороны.
Свечение неба является в 1000 раз более интенсивным в дневное время, однако изучение феномена дневного свечения атмосферы затруднено из-за того, что оно теряется в ярком свете Солнца.

## Открытие
Феномен свечения неба был открыт в 1868 году шведским учёным Андерсом Ангстремом. С тех пор производилось его наблюдение и лабораторное исследование. Были открыты различные химические реакции, в ходе которых возможно образование электромагнитного излучения, и выделены те процессы, которые могут происходить в атмосфере Земли. Астрономическими наблюдениями было подтверждено существование именно такого излучения.

## Описание

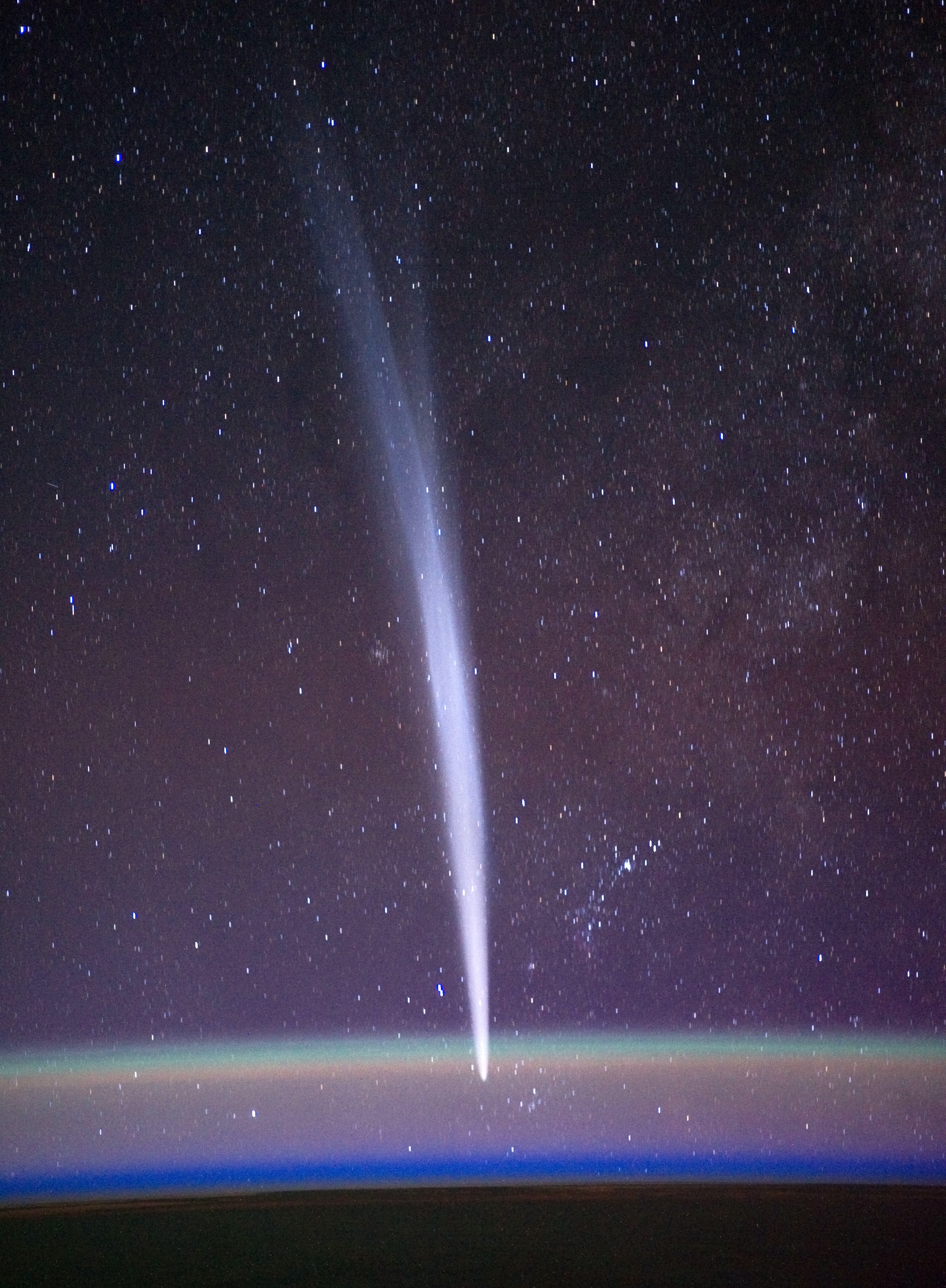
Комета Лавджоя, проходящая за свечением неба Земли 22 декабря 2011 года.

Свечение неба вызывается различными процессами в верхних слоях атмосферы, в частности, рекомбинацией ионов, образовавшихся в процессе фотоионизации под воздействием излучения Солнца в дневное время; люминесценцией, вызываемой прохождением космических лучей через верхние слои атмосферы, а также хемилюминесценцией, связанной в основном с реакциями, идущими между кислородом, азотом и гидроксильным радикалом на высоте нескольких сотен километров.
Ночью свечение атмосферы может быть достаточно ярким, чтобы быть замеченным наблюдателем, и обычно имеет голубоватый цвет. Хотя свечение атмосферы является практически равномерным, для наземного наблюдателя оно кажется наиболее ярким на расстоянии 10 градусов от горизонта.
Наиболее яркий натриевый слой свечения толщиной от 10 до 20 км расположен на высоте около 100 км. Ионизированные атомы натрия, находящиеся здесь в ничтожном количестве, издают жёлтое свечение.
Также одним из механизмов свечения атмосферы является соединение атома азота с атомом кислорода с формированием молекулы окиси азота (NO). В ходе данной реакции излучается фотон. Другими веществами, способными внести вклад в свечение неба, являются гидроксильный радикал (OH), молекулярный кислород, натрий и литий.
Ночное свечение не является постоянным по яркости. Вероятно, его интенсивность зависит от геомагнитной активности.